# Margarinotus schneideri
Margarinotus schneideri är en skalbaggsart som beskrevs av Kapler 1996. Margarinotus schneideri ingår i släktet Margarinotus och familjen stumpbaggar. Inga underarter finns listade i Catalogue of Life.